# Onykia ingens
Espèce
Statut de conservation UICN

 LC  : Préoccupation mineure
Onykia ingens est une espèce de calmar de la famille des onychoteuthidés vivant dans l'océan austral. Bien que O. ingens a longtemps été placé dans le genre Moroteuthis, plusieurs auteurs ont récemment convenu que Moroteuthis est un synonyme d'Onykia.

## Description
La taille maximale d'O. ingens, y compris les tentacules, est actuellement inconnue. De nombreuses estimations, toutefois, suggèrent que le manteau peut atteindre des longueurs allant jusqu'à 94 cm. La taille des œufs atteint en moyenne de 2,1 mm à l'intérieur des femelles matures, tandis que les juvéniles mesurent en moyenne 4,6 mm ou plus. Les jeunes vivent près de la surface, jusqu'à ce qu'ils atteignent une longueur du manteau d'environ 200 mm, taille à laquelle ils descendent vivre dans des eaux plus profondes et pour attraper de plus grosses proies. O. ingens présente un dimorphisme sexuel, les femelles de grandissent deux fois plus vite linéairement que les mâles, et atteignent une taille à maturité plus de cinq fois supérieure à celle de leurs homologues masculins.

## Reproduction

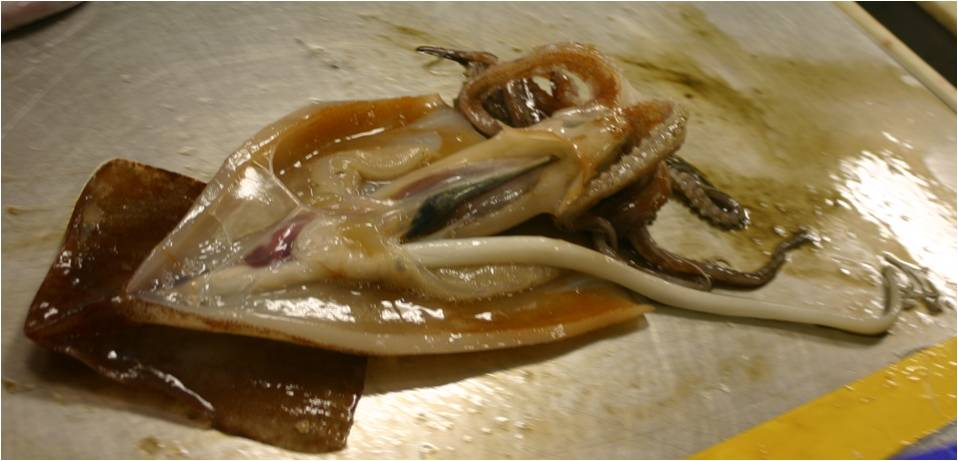
Le pénis d'un Onykia ingens (67 cm).

Un allongement du pénis a été observé chez Onykia ingens ; en érection, le pénis peut être aussi long que le manteau, la tête et les bras. Ainsi, il possède le plus grand pénis par rapport à la taille du corps de tous les animaux mobiles, les deuxièmes du règne animal après certains cirripèdes .